# Ctenotis obesa
Ctenotis obesa är en skalbaggsart som beskrevs av Hermann Burmeister 1855. Ctenotis obesa ingår i släktet Ctenotis och familjen Melolonthidae. Inga underarter finns listade i Catalogue of Life.